# Stoeger Prize
Der Elise L. Stoeger Prize ist ein internationaler Musikpreis für kammermusikalisches Repertoire. Er wird alle zwei Jahre von der New Yorker Chamber Music Society of Lincoln Center an Komponisten verliehen und ist mit 25.000 US-Dollar dotiert.

## Geschichte
Der Elise L. Stoeger Prize wurde von dem Psychoanalytiker Milan Stoeger im Gedenken an seine Frau (1922–1983) und aus Dankbarkeit für die Musik, die eine Leidenschaft ihres gemeinsamen Lebens war, gestiftet. Er wurde erstmals 1987 verliehen.

## Preisträger
- 1987: Gunther Schuller
- 1990: Oliver Knussen
- 1992: Lee Hyla und Olly Wilson
- 1993: Aaron Jay Kernis und Nicholas Maw
- 1994: Oleg Felzer und Richard Wilson
- 1995: David Liptak und Steven Mackey
- 1996: Martin Bresnick und Osvaldo Golijov
- 1997: Stephen Hartke und Judith Weir
- 1998: Thomas Adès und Yehudi Wyner
- 1999: James Primosch und Scott Wheeler
- 2000: Michael Daugherty und Kaija Saariaho
- 2002: Chen Yi
- 2004: David Rakowski
- 2006: Pierre Jalbert
- 2008: Jörg Widmann
- 2010: Brett Dean
- 2012: Zhou Long
- 2014: Thomas Larcher
- 2016: Huw Watkins
- 2018: Marc-André Dalbavie
- 2020: David Serkin Ludwig